# Gaspar Chansard
Gaspar Chansard (Reconquista, Santa Fe, 2 de junio de 2003) es un piloto argentino de automovilismo.
De incipiente trayectoria, lleva realizado el grueso de su carrera deportiva dentro de las divisiones inferiores de la Asociación Corredores de Turismo Carretera, donde en 2021 se consagró campeón de la divisional TC Pista Mouras. Tras un previo paso por el karting y categorías de monoplazas de su provincia, debutó profesionalmente en 2020 dentro de la Fórmula 3 Metropolitana. En 2021, acordó su incorporación al equipo SAP Team, para debutar en la divisional de turismos TC Pista Mouras de la ACTC, logrando su primer triunfo en su segunda carrera en la categoría. Tal logro lo repetiría en otras tres oportunidades, logrando finalmente alzarse con el título de campeón de esa divisional al comando de un Dodge Cherokee.
En 2022 incursionó en la divisional TC Mouras, dentro del equipo SAP Team, en alianza con la escudería Las Toscas Racing y siempre al volante de una unidad Dodge. A pesar de no haber repetido la performance demostrada el año anterior, se vio beneficiado por la obtención del título de TC Pista Mouras, por lo que tras su paso por el TC Mouras, se produjo su ascenso al TC Pista, categoría en la que debutó en 2023, siempre bajo el ala del SAP Team.
En 2024 y por primera vez en su carrera, Chansard desdobló su actividad en dos categorías, ya que a su incursión dentro del TC Pista, se le sumó su debut dentro de la Clase 2 del Turismo Pista, donde se estrenó al comando de un Volkswagen Up del equipo MR Racing. En tanto que dentro del TC Pista y tras tres años junto al equipo SAP Team, para 2024 anunció su incorporación al equipo Uranga Racing, donde además de competir con un Dodge Cherokee,. anunció más tarde su primer cambio de marca, pasando a competir con un Toyota Camry TC.

## Resumen de carrera
| Temporada   | Categoría                 | Equipo                 | Automóviles       | Carreras   | Victorias  | Podios     | Poles      | VR         | Puntos     | Pos.       |
| ----------- | ------------------------- | ---------------------- | ----------------- | ---------- | ---------- | ---------- | ---------- | ---------- | ---------- | ---------- |
| 2020        | Fórmula 3 Metropolitana   | MR Racing              | Crespi-Renault    | 8          | 0          | 1          | 0          | 0          | 74.00      | 32.º       |
| 2021        | TC Pista Mouras           | SAP Team by Galarza    | Dodge Cherokee    | 14         | 3          | 7          | 2          | 2          | 717.00     | 1.º        |
| 2022        | TC Mouras                 | SAP Team by Las Toscas | Dodge Cherokee    | 16         | 2          | 3          | 2          | 3          | 425.75     | 10.º       |
| 2023        | TC Pista                  | SAP Team               | Dodge Cherokee    | 15         | 0          | 0          | 0          | 0          | 276.50     | 19.º       |
| 2024        | TC Pista                  | Uranga Racing          | Dodge Cherokee    | 9          | 0          | 0          | 0          | 0          | 265.25     | 19.º       |
| 2024        | TC Pista                  | Uranga Racing          | Toyota Camry TC   | 6          | 0          | 0          | 0          | 0          | 265.25     | 19.º       |
| 2024        | Clase 2 del Turismo Pista | MR Racing              | Volkswagen Up     | 5          | 0          | 0          | 0          | 0          | 51.50      | 24.º       |
| 2024        | Clase 2 del Turismo Pista | MR Racing              | Fiat Uno Way      | 1          | 0          | 0          | 0          | 0          | 51.50      | 24.º       |
| 2025        | TC Pista                  | Uranga Racing          | Toyota Camry TC   | En disputa | En disputa | En disputa | En disputa | En disputa | En disputa | En disputa |
| 2025        | TC Pista Pick Up          | Uranga Racing          | Volkswagen Amarok | En disputa | En disputa | En disputa | En disputa | En disputa | En disputa | En disputa |
| Referencias | [ 10 ]                    | [ 10 ]                 | [ 10 ]            | [ 10 ]     | [ 10 ]     | [ 10 ]     | [ 10 ]     | [ 10 ]     | [ 10 ]     | [ 10 ]     |

## Palmarés
| Título  | Categoría       | Automóvil      | Año  |
| ------- | --------------- | -------------- | ---- |
| Campeón | TC Pista Mouras | Dodge Cherokee | 2021 |